# Wassili Sergejewitsch Molokow

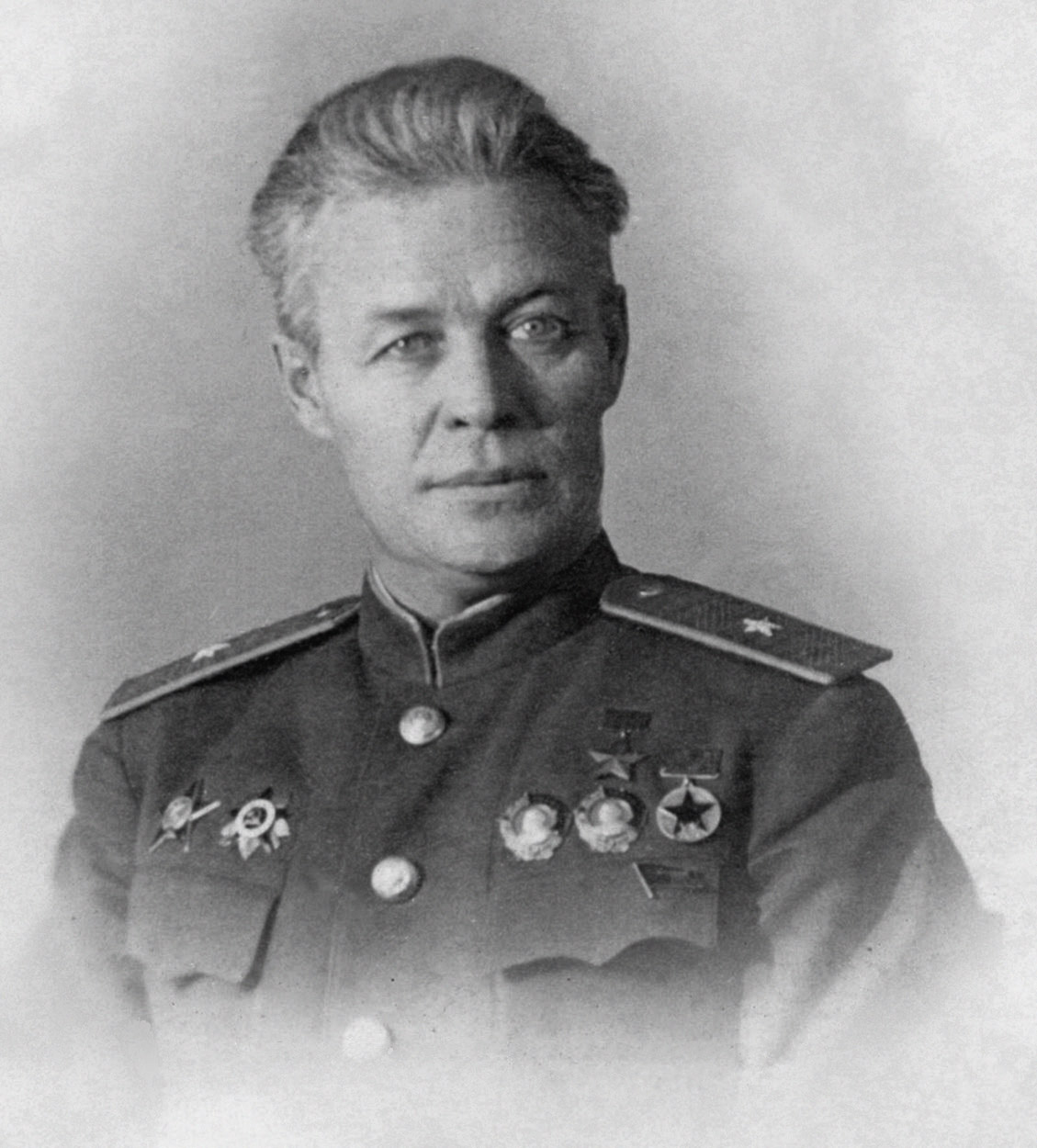
Wassili Molokow

Wassili Sergejewitsch Molokow (russisch Василий Сергеевич Молоков; * 1. Februarjul. / 13. Februar 1895greg. in Irininskoje, heute zur Oblast Moskau; † 29. Dezember 1982 in Moskau) war ein sowjetischer Pilot.
Er war einer der sieben Piloten, die die schiffbrüchige Besatzung des im Februar 1934 im Polarmeer untergegangenen Dampfers Cheljuskin von einer Eisscholle evakuierten. Aufgrund dieser Leistung wurde die Auszeichnung Held der Sowjetunion gestiftet und den Fliegern als Ersten in der Geschichte der UdSSR verliehen.

## Leben
Wassili Molokow trat 1918 in die Rote Armee ein. 1921 erlernte er das Fliegen an einer Segelflugschule und belegte 1929 Weiterbildungskurse an der Schukowski-Militärakademie.
Im Jahr 1934 wechselte er zur zivilen Luftfahrt. Im selben Jahr beteiligte er sich an der Rettung der Tscheljuskin-Besatzung. Molokow führte dabei am 7., 10. und 11. April insgesamt neun Flüge unter zum Teil widrigsten Wetterbedingungen durch und flog insgesamt 39 Menschen aus. Sein eigentlich nur für zwei Personen ausgelegtes Flugzeug vom Typ Polikarpow R-5 beförderte bis zu sechs Personen, die auch teilweise in unter den Flügeln angebrachten Behältern Platz fanden. Am 26. April 1934 erfolgte die Ernennung Molokows zusammen mit Sigismund Lewanewski, Nikolai Kamanin, Anatoli Ljapidewski, Mawriki Slepnjow, Michael Wodopjanow und Iwan Doronin zum „Helden der Sowjetunion“.
Im Jahr 1935 absolvierte er in Etappen zwei Langstreckenflüge: Im Februar/März flog er insgesamt 13.000 Kilometer von Moskau zur Dickson-Insel und zurück. Im Sommer folgte ein 20.000-km-Flug von Krasnojarsk nach Igarka mit Rückkehr zum Ausgangspunkt. Im Jahr 1936 erflog Molokow mit einem Wal-Flugboot (Kennzeichen: SSSR N-2) als Erster den sowjetischen Teil des Nördlichen Seeweges von der Beringstraße bis nach Archangelsk und legte dabei eine Strecke von 26.300 km zurück.
Im Mai 1937 gehörte er zu den Piloten, die mit viermotorigen ANT-6-Flugzeugen die Polarexpedition Nordpol-1 von Iwan Papanin auf einer driftenden Eisscholle absetzten. Molokow war bei diesem Flug Kommandant der N-171. 1938 wurde er zum Leiter der Hauptverwaltung der Zivilluftfahrt ernannt. Während des Zweiten Weltkriegs war er Kommandant einer Fernbomber-Division. Er schied nach dem Krieg als Generalmajor aus der Armee aus und arbeitete wieder in mehreren Führungspositionen der Zivilluftfahrt.
Wassili Molokow war Deputierter des Obersten Sowjet.
Geehrt wurde er u. a. als dreifacher Träger des Leninordens und zweifacher Träger des Rotbannerordens sowie als Träger zahlreicher weiterer Orden und Medaillen, u. a. der Jubiläumsmedaille „XX Jahre Rote Arbeiter-und-Bauern-Armee“. Das Dorf Irininskoje, aus dem er stammte, wurde ihm zu Ehren in Molokowo umbenannt.